# Ptinus spitzyi
Ptinus spitzyi là một loài bọ cánh cứng trong họ Ptinidae. Loài này được A. Villa & G. B. Villa miêu tả khoa học năm 1838.